# Skålpund
 For alternative betydninger, se Pund. (Se også artikler, som begynder med Pund)
Skålpund var før 1700 den almindelige betegnelse for vægtenheden pund. Et skålpund udgjorde 496 g. Det metriske pund på 0,5 kg indførtes i Danmark ved lov i 1839.